# Frelighsburg
Frelighsburg est une municipalité du Québec située dans la municipalité régionale de comté de Brome-Missisquoi dans la région administrative de l'Estrie. Par contre, elle fait partie de la région touristique des Cantons-de-l'Est.

## Géographie

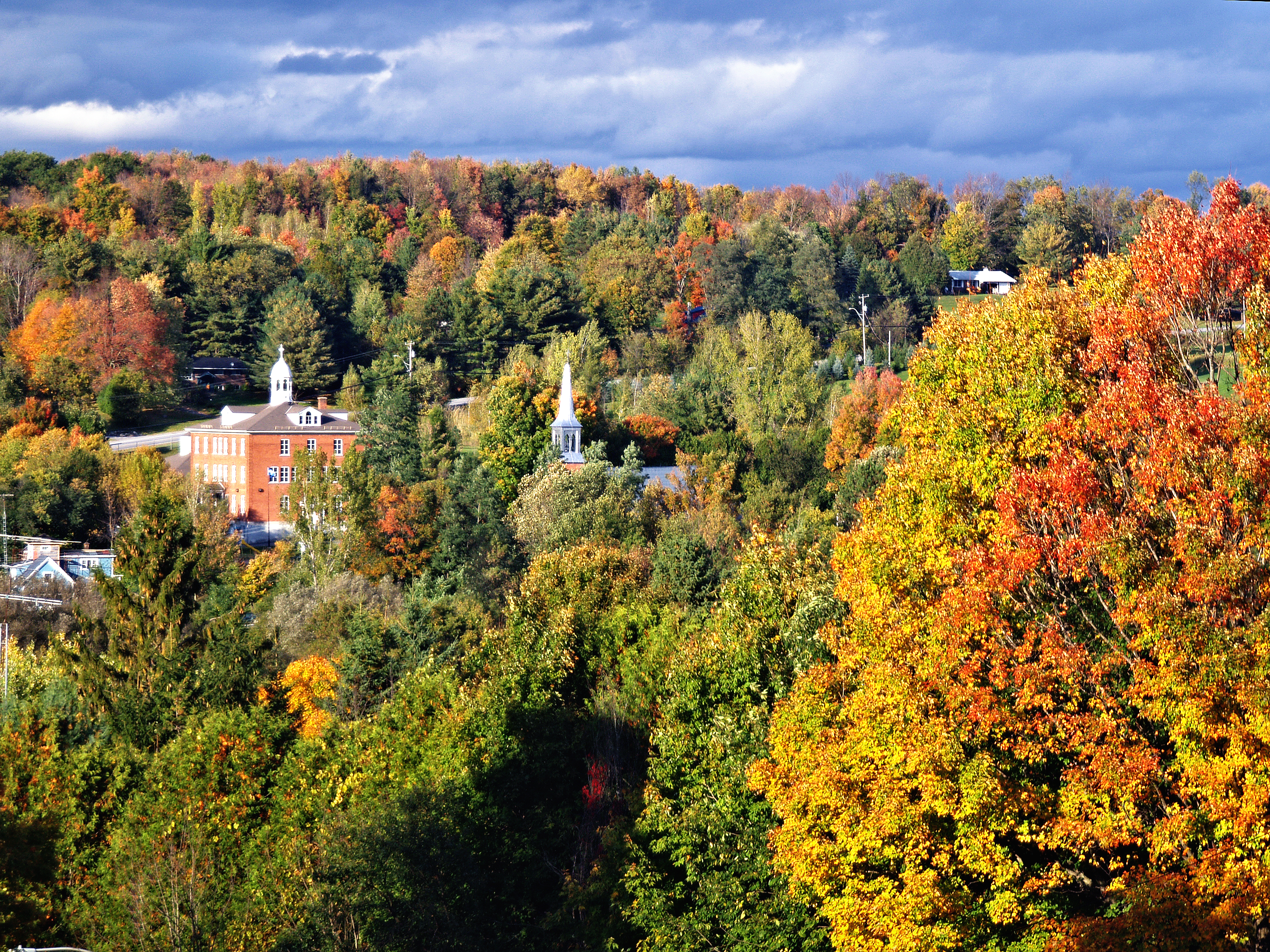
Frelighsburg en automne.

Frelighsburg se situe à moins de 4 km de la frontière du Vermont, aux États-Unis, nichée dans une vallée de vergers traversée par la rivière aux Brochets, au pied du Pinacle.
Frelighsburg est traversé par la route 237. La route 213 y débute.
Frelighsburg fait partie de l'Association des plus beaux villages du Québec.

## Histoire
Frelighsburg offre un patrimoine architectural bien préservé. Lieu autrefois occupé par des Abénaquis, Frelighsburg est établi comme colonie, à la fin des années 1790, par des loyalistes américains, dont Abram Freligh, un médecin d’origine allemande ayant vécu dans l'État de New-York. Le moulin construit par un de ses fils, en 1839, et plusieurs autres bâtiments datant du XIXe siècle sont considérés comme des monuments historiques.
En 1866, les Féniens, des Irlandais installés aux États-Unis attaquent le village, ainsi que Campobello au Nouveau-Brunswick et la presqu'île de Niagara au Haut-Canada. Ces nationalistes irlandais désirent conquérir une partie des colonies britanniques en Amérique afin de négocier la libération de l'Irlande.

### Héraldique
| L'écu de la municipalité de Frelighsburg se blasonne ainsi : D'or à la jumelle voûtée de sinople accompagnée en chef d’un bidon à lait et d’une grappe de raisin et, en pointe, de trois pommes, le tout de gueules. |

## Économie
Autrefois, par son grand pouvoir hydraulique grâce à ses chutes, la rivière aux Brochets avait attiré bon nombre d’industries sur ses berges. Celles-ci profitaient de l’énergie générée par les moulins à eau. Ces industries ont depuis disparu.
Vers 1860, lors de la guerre de Sécession, on exploita des mines de cuivre dans la région. Six trous furent exploités au sud-ouest du Pinacle, dans les environs d'Abbott's Corner, afin d'exploiter les gisements. Les activités minières se terminèrent en 1899 et on boucha le tout par mesure de sécurité.
La ferme de recherches de Frelighsburg d'Agriculture et Agroalimentaire Canada a été fondée en 1969. Fermée en 2012 à la suite des restrictions du budget du gouvernement fédéral, elle fut rouverte en 2016 . La ferme poursuit des recherches sur les petits fruits et l’agriculture. Elle s’intéresse également à la résistance des arbres et arbustes face aux changements climatiques .
Aujourd'hui, la beauté de Frelighsburg attire beaucoup de visiteurs, notamment de l'État du Vermont limitrophe. Un circuit patrimonial est mis en place.

## Démographie
| 1986  | 1991  | 1996  | 2001  | 2006  | 2011  | 2016  | 2021  |
| ----- | ----- | ----- | ----- | ----- | ----- | ----- | ----- |
| 1 034 | 1 066 | 1 048 | 1 081 | 1 030 | 1 094 | 1 111 | 1 123 |

## Administration

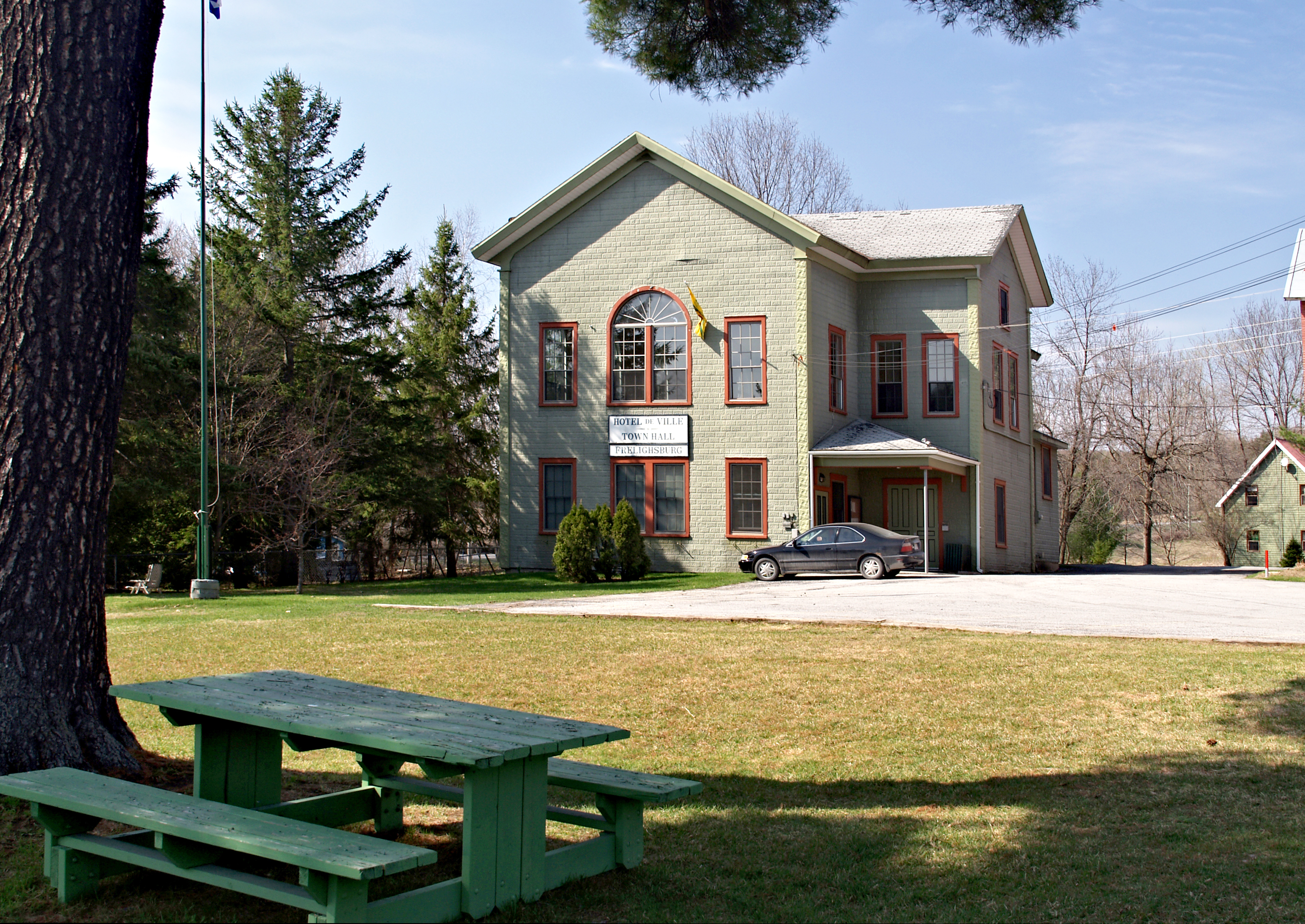
L'Hôtel de Ville, bureau touristique et Grammar School, place de l'Hôtel de Ville

| Frelighsburg Maires depuis 2001                                                                                      |                  |         |          |
| Élection | Maire            | Qualité | Résultat |
| 2001 | Rhéal Raymond    |         | Voir     |
| 2005 | Gilles Chabot    |         | Voir     |
| 2009 | Roland Lemaire   |         | Voir     |
| fév. 2012 | Jacques Ducharme |         | Voir     |
| 2013 | Jacques Ducharme | Voir    |          |
| avr. 2016 | Jean Lévesque    |         | Voir     |
| 2017 | Jean Lévesque    | Voir    |          |
| 2021 | Lucie Dagenais   |         | Voir     |
| Élection partielle en italique Depuis 2005, les élections sont simultanées dans toutes les municipalités québécoises |                  |         |          |

| Période                                  | Période | Identité                   | Étiquette | Qualité            |
| ---------------------------------------- | ------- | -------------------------- | --------- | ------------------ |
| 2012                                     | 2013    | Jacques Ducharme           |           | Psychologue        |
| 2009                                     | 2012    | Roland Lemaire             |           | Producteur laitier |
| 2005                                     | 2009    | Gilles Chabot              |           |                    |
| 2001                                     | 2005    | Rhéal Raymond              |           |                    |
| ?                                        | ?       | ?                          |           |                    |
| 1978                                     | 1988    | Roland Lemaire             |           | Producteur laitier |
| ?                                        | ?       | ?                          |           |                    |
| v. 1930                                  | v. 1950 | Ovila Dansereau            |           |                    |
| ?                                        | ?       | ?                          |           |                    |
| 1901                                     | 1905    | Elijah Edmund Spencer (en) |           |                    |
| v. 1870-1880                             | ?       | Joseph Landsberg           |           | Marchand           |
| ?                                        | ?       | ?                          |           | Fermier            |
| 1845                                     | 1847    | Oren Joslin Kemp           |           |                    |
| Les données manquantes sont à compléter. |         |                            |           |                    |

## Lieux et monuments

### Architecture sacrée
- L'église Saint-François d'Assise, catholique - 12 rue de l'Église
- L'église Bishop Walter Mémorial, Memorial Church of the Holy Trinity, anglicane - chemin Garagona.

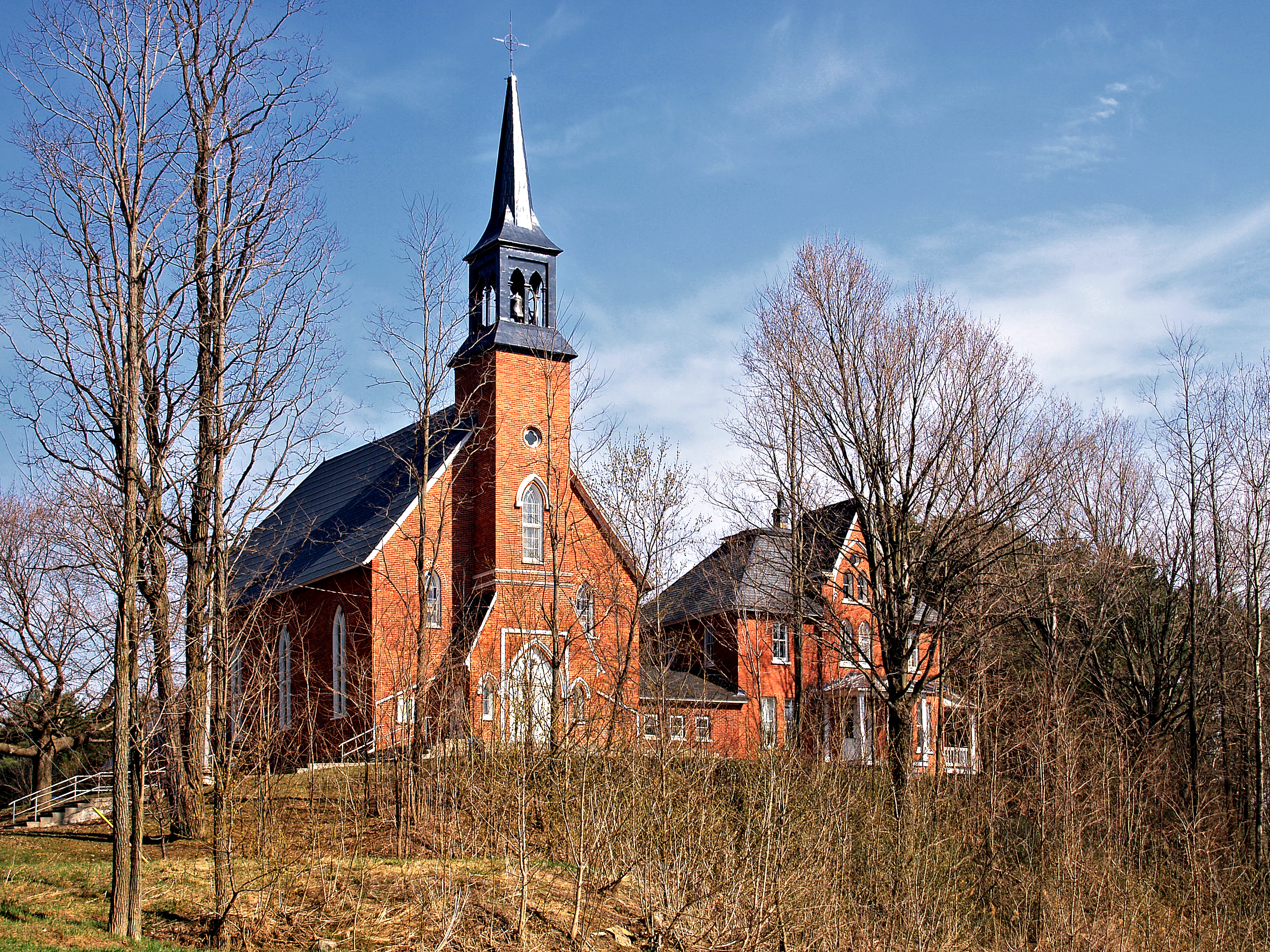
Saint-François d'Assise
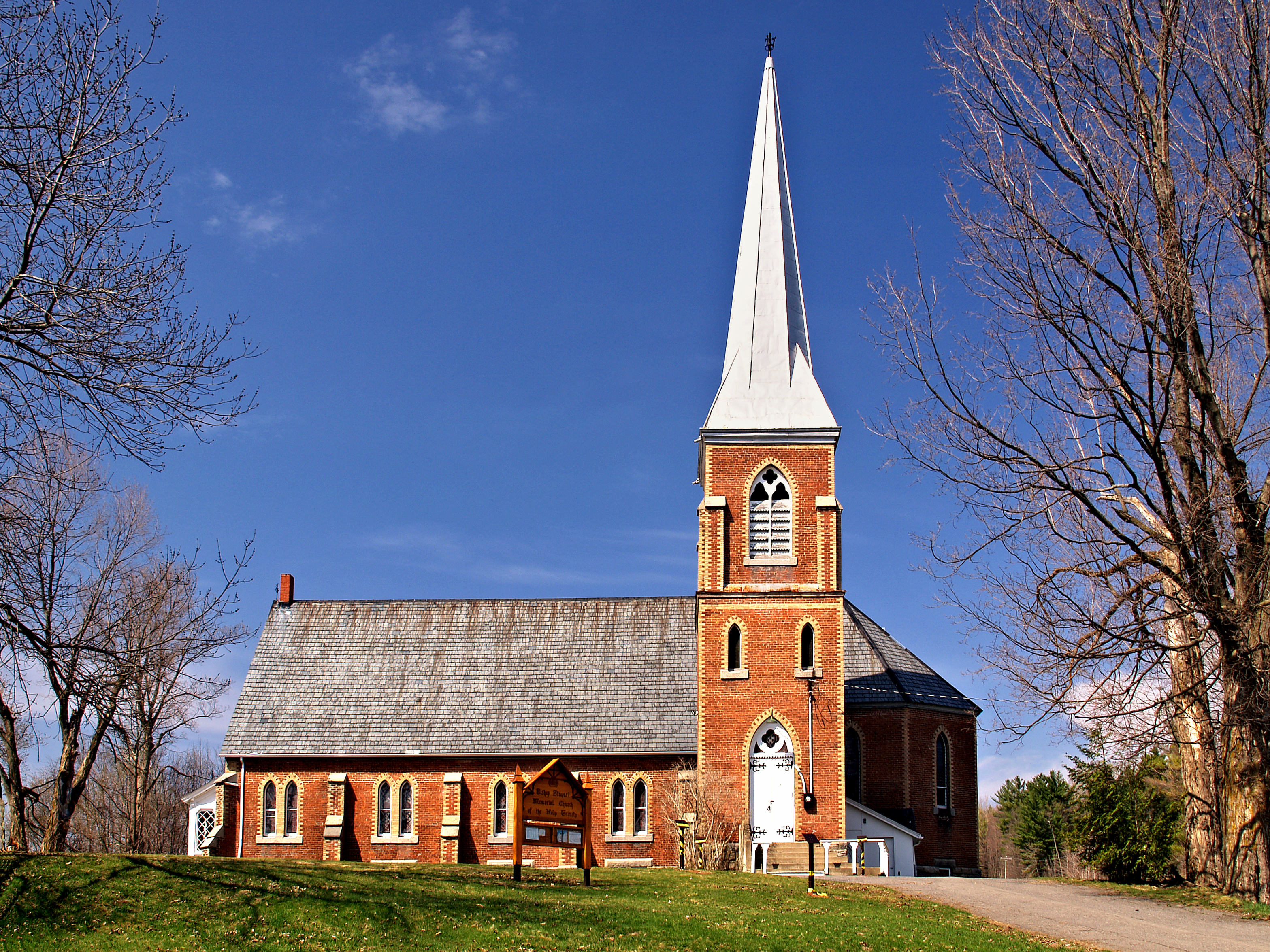
Bishop Steward Memorial

### Patrimoine

#### Le Moulin Freligh
Le Moulin Freligh est situé sur la rivière aux Brochets, en aval du centre du village. Propriétaire depuis 1801 du moulin construit par son père à la fin du XVIIIe siècle, Richard Freligh entreprit avec succès en 1839 la construction d'un nouveau moulin en remplaçant la roue hydraulique verticale par une roue horizontale ou turbine. C'était sans compter sur la révolution agricole qui fit décliner le métier de meunier. À l'âge de soixante ans, il céda le moulin à Fred Cowan. Sur une période de 70 ans, le moulin connut cinq autres propriétaires.
Dans les années 1890, le moulin fut transformé en "usine électrique", la génératrice installée suffisant à éclairer tout le village.
Depuis 1967, le moulin est une résidence privée.

#### Bataille d'Eccles Hill
Le lieu historique national du Canada de la Bataille-d'Eccles-Hill situé au sud-ouest a été désigné en 1923 par la Commission des lieux et monuments historiques du Canada, rappelant le site d'une bataille opposant les féniens aux troupes canadiennes.

#### Autres
- La Maison Gosselin. Ce bâtiment bâti en pierre sur les berges de la rivière aux Brochets, date de 1850. Ses murs en pierre arborent des structures différentes : deux faces sont en granit taillé, les deux autres étant montées en pierre des champs.

- L'école primaire Saint-François d'Assise (Sœurs de la présentation de Marie). Construit en 1913, considéré comme un monument historique, l'édifice fait face à l'église Saint-François d'Assise. Elle fait partie du circuit patrimonial du village de Frelighsburg.

- Boulangerie Mamiche (anciennement, magasin général, bureau de poste, caisse populaire), 16 rue Principale. Immeuble érigé vers 1850 dont la tradition commerciale remonte à plus de 170 ans[14].

- Les chutes Hunter sur la rivière aux Brochets, en dehors de la localité en aval du village. Lieu de villégiature pour les amoureux de la nature, de la marche en forêt, le vélo de montagne. Présence d'un camping et d'un B&B sur les rives.
- Orchard - 1 Chemin du Verger-Modèle, érigée en 1840.
- L’édifice Landsberg - 50 rue principale. Un édifice de style Second Empire, érigé en 1879 par Joseph Landsberg, qui a fait office de magasin général [15]. À l’époque, il était l’un des plus grands du Canada [16]. En 1909, l’édifice devient la propriété de la Compagnie d’assurance Missisquoi, fondée à Frelighsburg [17]. L’immeuble est, depuis 2011, converti en condominiums.

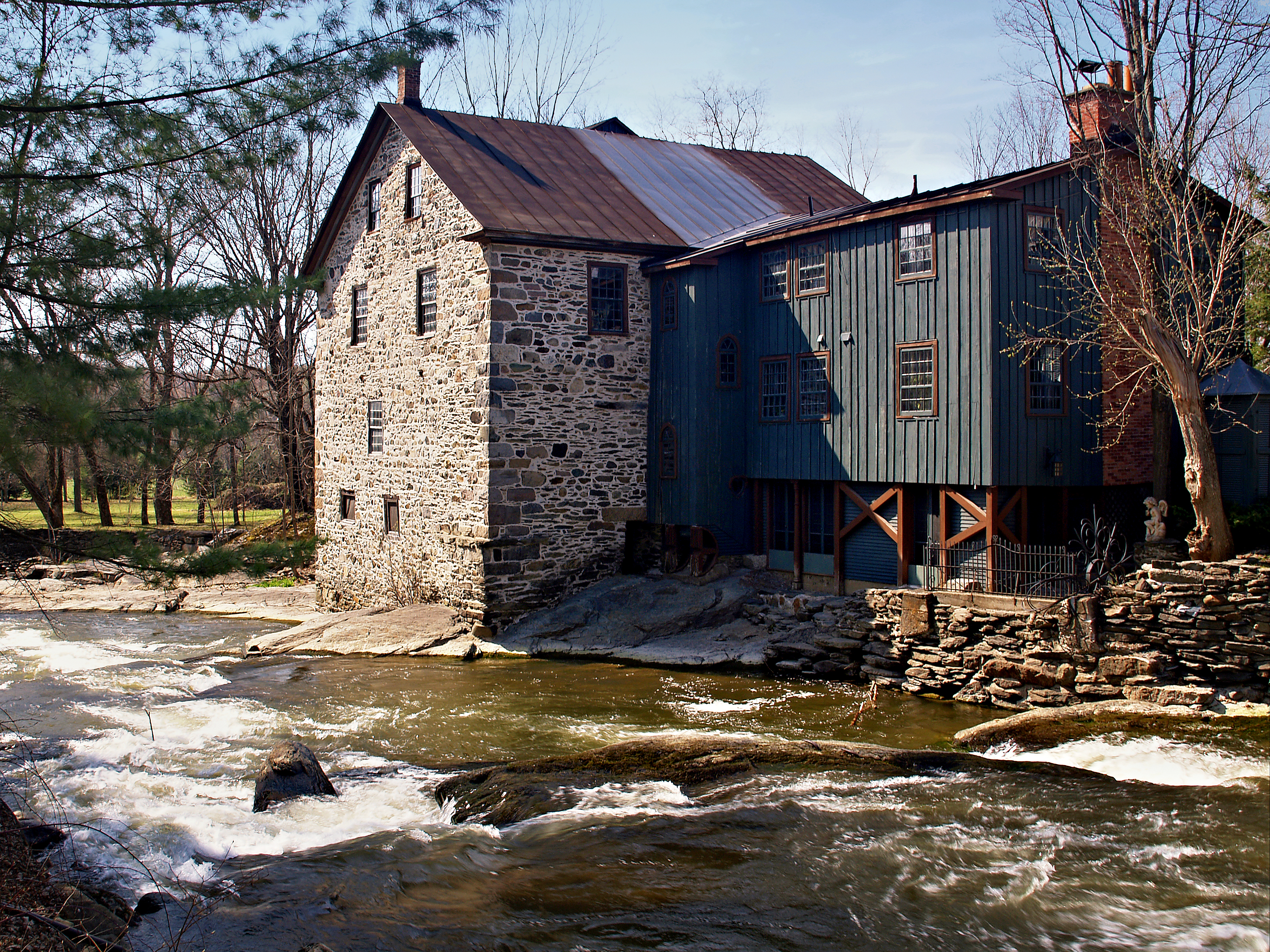
Moulin de Freligh
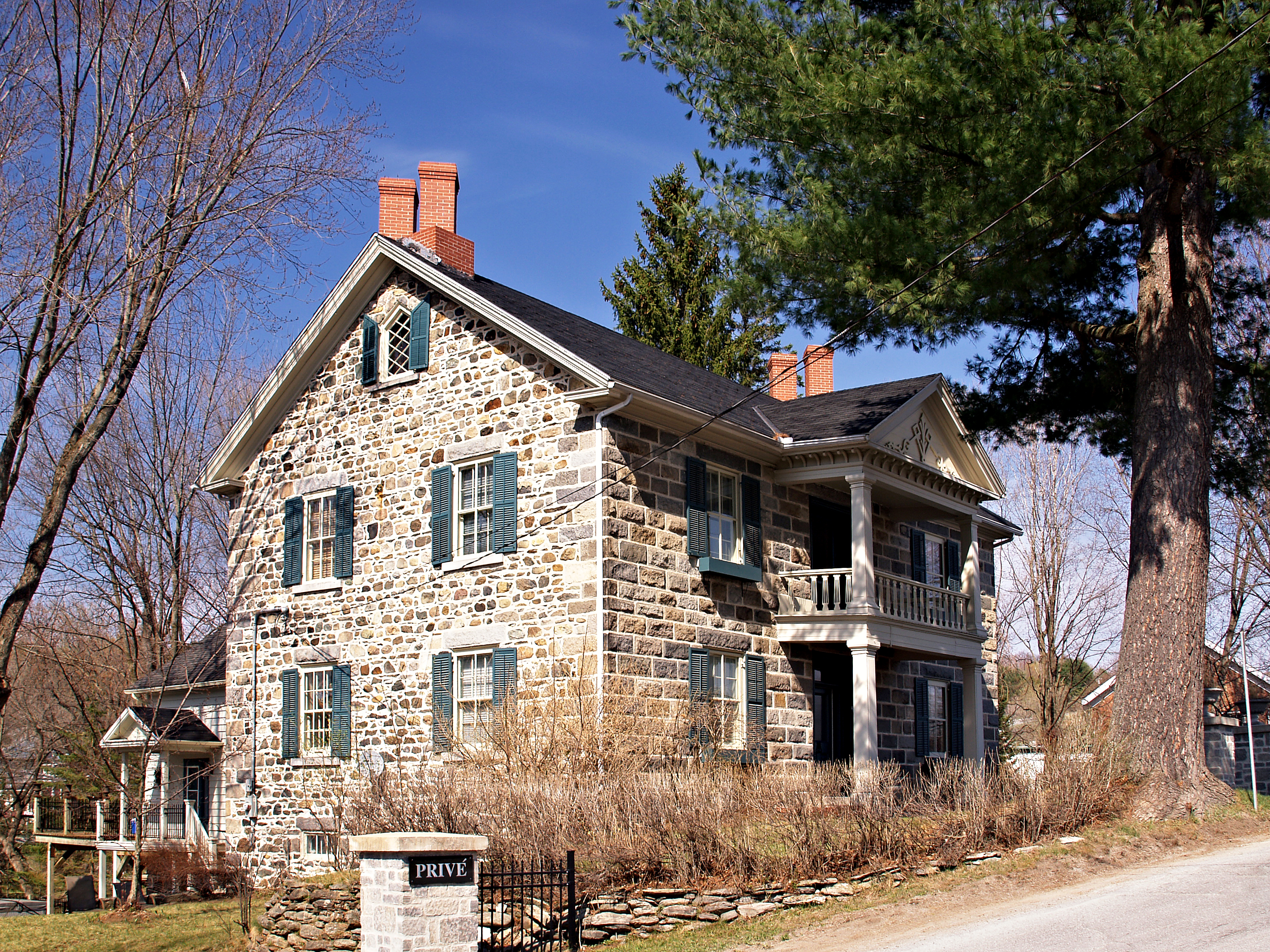
Maison Gosselin
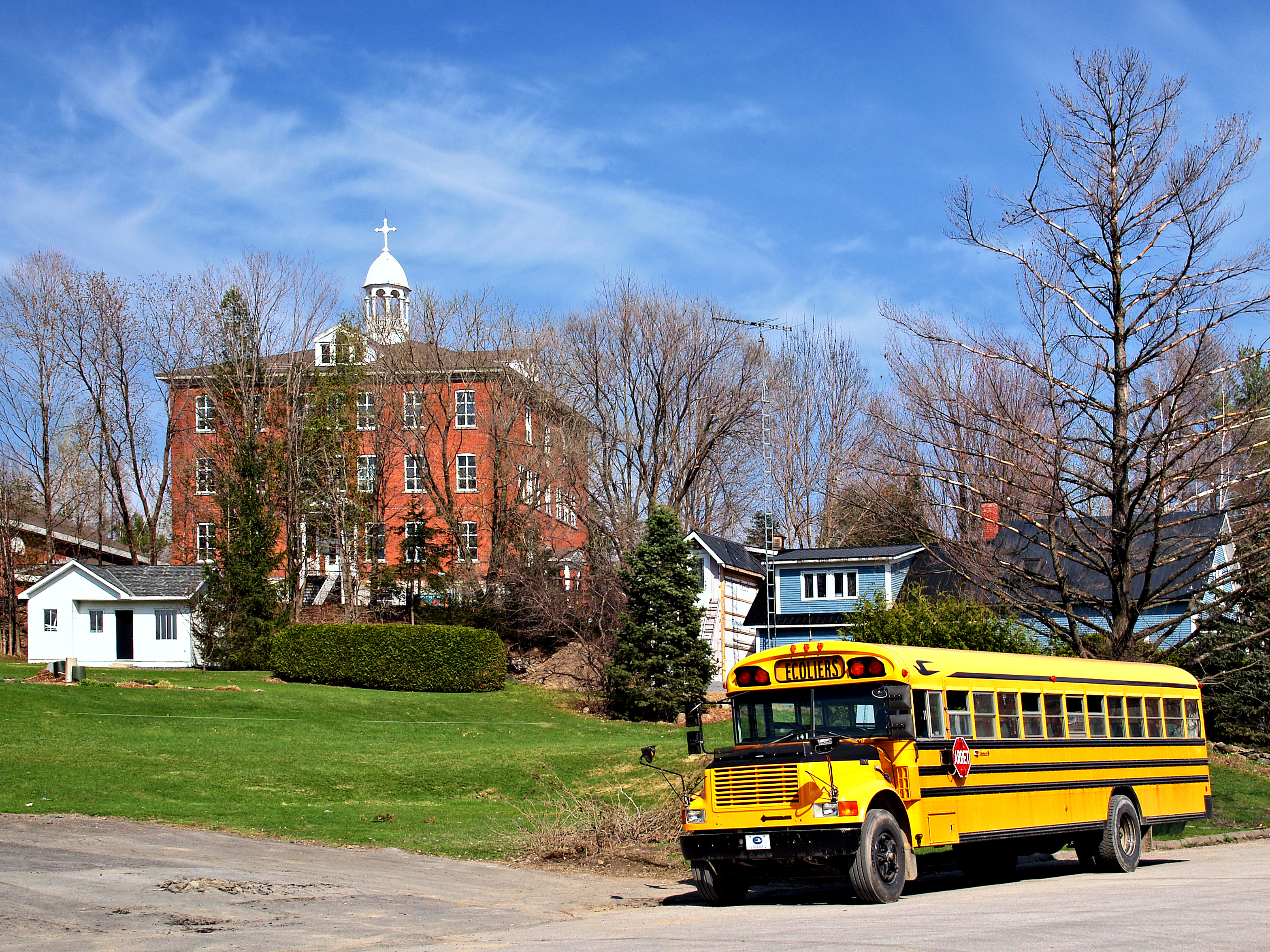
École Saint-François d'Assise
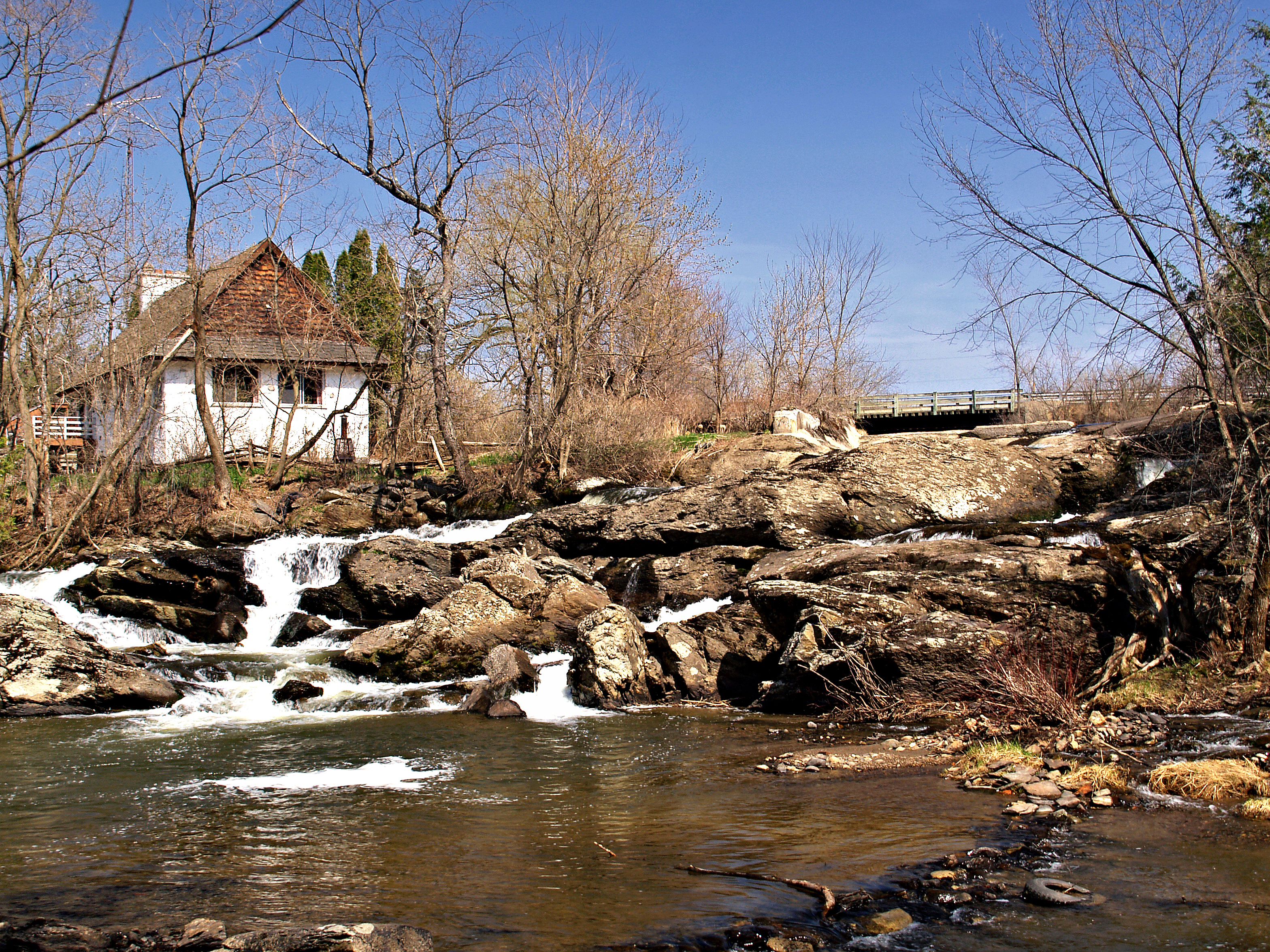
Chutes Hunter
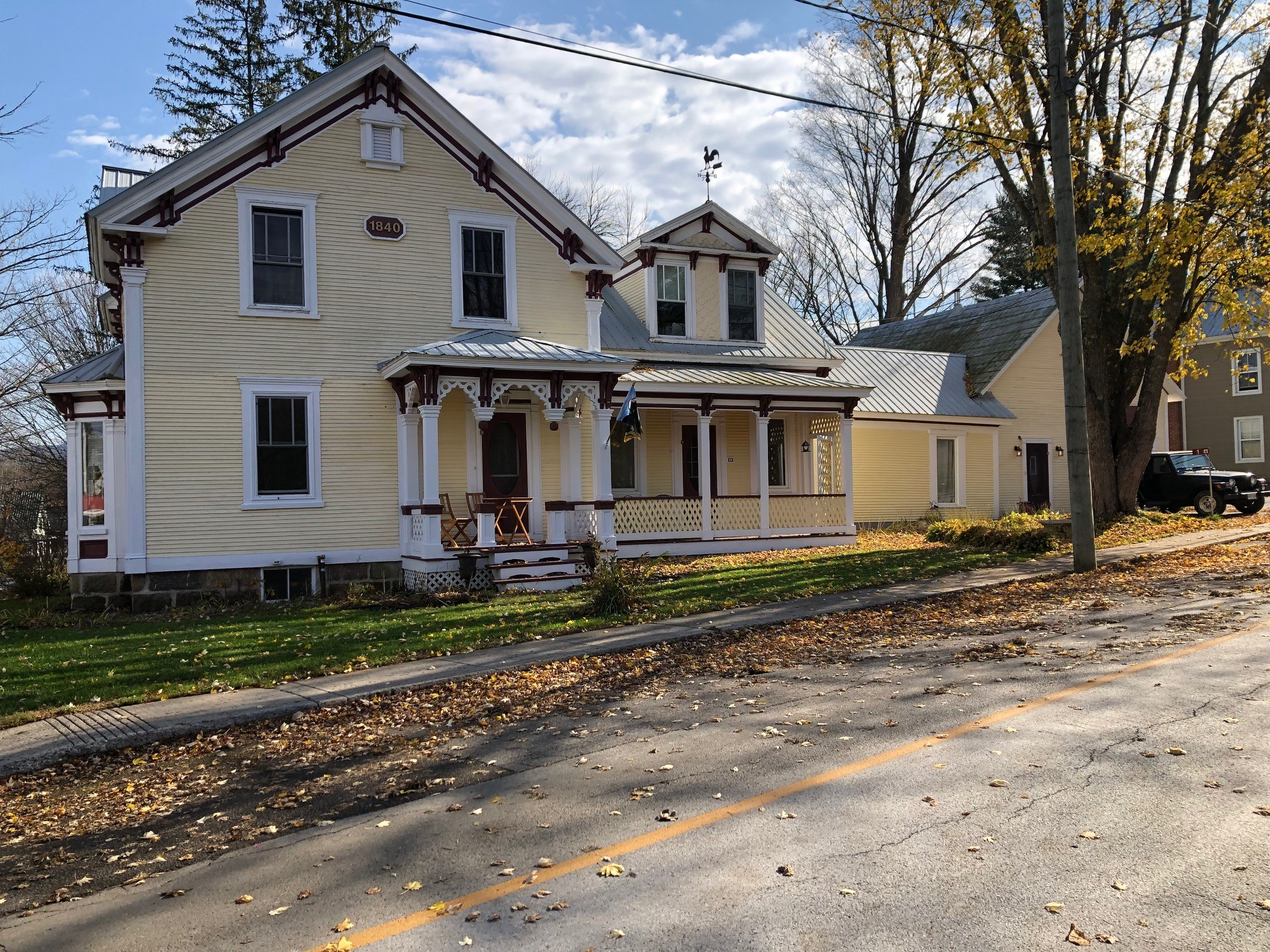
Chemin du Verger-Modèle - maison d'époque
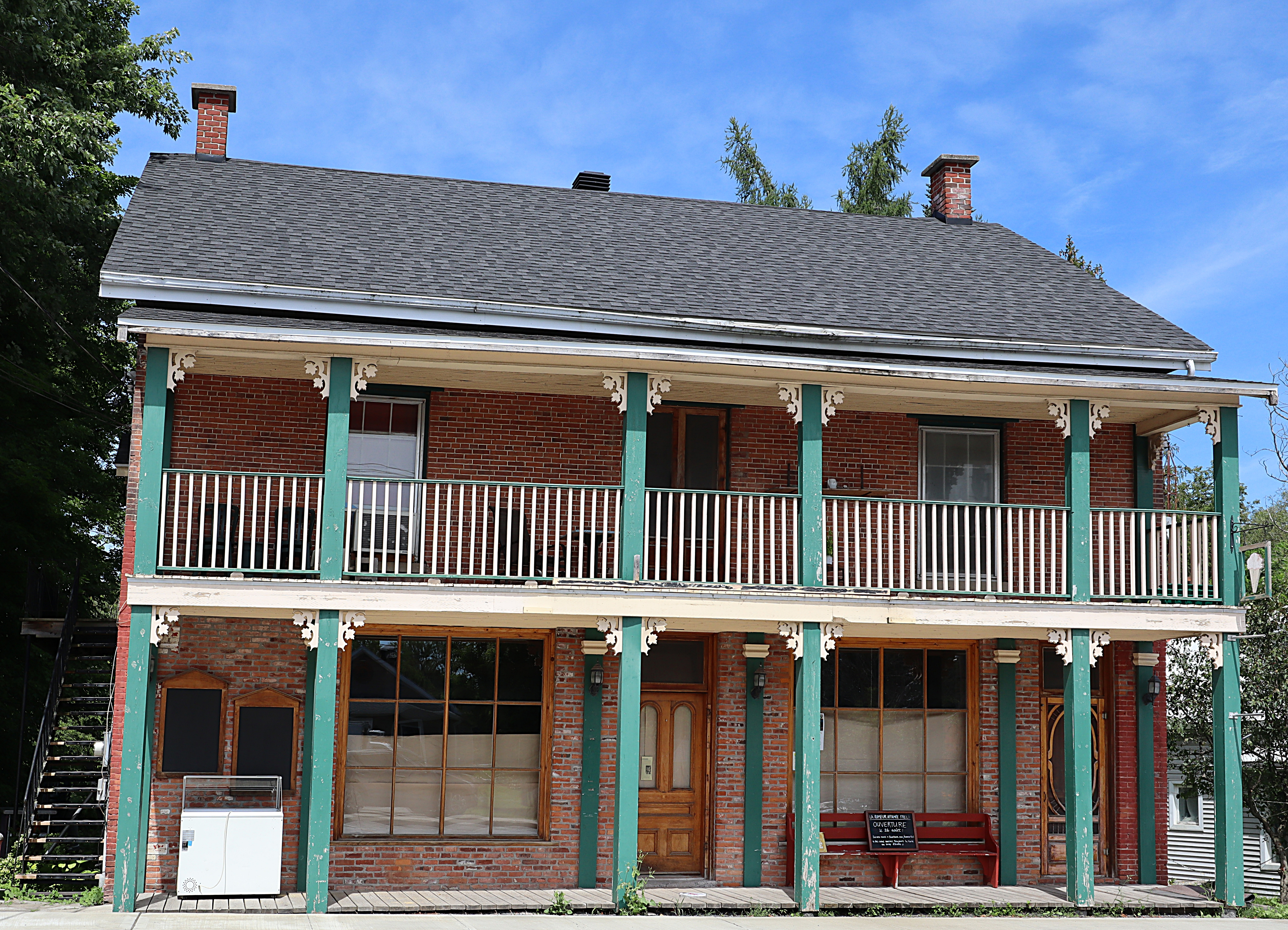
Boulangerie Mamiche (ancien magasin général)